# Cành cạch tai nâu
Cành cạch tai nâu (danh pháp hai phần: Hypsipetes amaurotis) là một loài chim thuộc Họ Chào mào. Loài này phân bố thấy từ Viễn Đông Nga (bao gồm cả Sakhalin), đông bắc Trung Quốc, bán đảo Triều Tiên, và Nhật Bản, phía nam Đài Loan và Babuyan và chuỗi đảo Batanes.phía bắc của Philippines, thỉnh thoảng được tìm thấy ở Luzon. Nó là vô cùng phổ biến trong các phần phía bắc của phạm vi của nó, và là một loài chim quen thuộc khắp Nhật Bản, nơi nó được gọi là hiyodori (ヒヨドリ), và Hàn Quốc, nơi nó được gọi là jikbakguri (직박구리). Tại Đài Loan, mặt khác, nó là hiếm và hạn chế ở đảo Orchid đảo.
Loài này dài khoảng 28 cm, màu nâu xám, má màu nâu và đuôi dài. Trong khi chúng thích các vùng rừng rậm, chúng dễ dàng thích ứng với môi trường đô thị và nông thôn.